# جيم هاوكس
جيم هاوكس هو سياسي كندي، ولد في 21 يونيو 1934 في كالغاري في كندا، وتوفي بنفس المكان في 9 مايو 2019 بسبب خرف. نشط حزبياً في الحزب الكندي التقدمي المحافظ. وقد انتخب عضو مجلس العموم الكندي.